# 29. september
29. september je 272. dan leta (273. v prestopnih letih) v gregorijanskem koledarju. Ostaja še 93 dni.

## Dogodki
- 895 – prva omemba gradu Brestanica (Rajhenburg)
- 1846 – ljubljanski škof Anton Alojzij Wolf pozove k ustanovitvi bodočega zavoda Collegium Aloysianum
- 1892 – v Ljubljani odprto novo deželno gledališče (zgradba današnje Opere)
- 1914 – Nemci pričnejo bombardirati Antwerpen
- 1918 – zavezniki prebijejo Hindenburgovo linijo
- 1938 – začetek münchenske konference
- 1939 – Wehrmacht zavzame Krakov
- 1941 – Nemci v Babi Jari pri Kijevu pobijejo 33.771 Judov
- 1944 – začetek konference v Dumbarton Oaksu med ZDA, Združenim kraljestvom in Kitajsko
- 2001 – Varnostni svet OZN sprejme resolucijo proti terorizmu in njegovemu financiranju.

## Rojstva
- 1240 – Margareta Angleška, škotska kraljica († 1275)
- 1276 – Krištof II., danski kralj († 1332)
- 1296 – Janez Aragonski, kronski princ, hospitalec († 1334)
- 1305 – Henrik XIV., vojvoda Spodnje Bavarske († 1339)
- 1328 – Ivana Kentska, valižanska princesa, soproga Črnega princa († 1385)
- 1511 – Miguel Servet, španski humanist, teolog, zdravnik († 1553)
- 1535 – Luis de Molina, španski jezuit, teolog in filozof († 1600)
- 1547 – Miguel de Cervantes, španski pisatelj († 1616)
- 1703 – François Boucher, francoski slikar, graver, oblikovalec († 1770)
- 1725 – baron Robert Clive of Plassey, angleški kolonialni upravitelj († 1774)
- 1731 – plemeniti Franc Matej Zorn, prvi meliorator Ljubljanskega barja († 1790)
- 1758 – Horatio Nelson, angleški admiral († 1805)
- 1765 – Karl Ludwig Harding, nemški astronom († 1834)
- 1832 – Miguel Gregorio de la Luz Atenógenes Miramón y Tarelo, mehiški general, politik († 1867)
- 1837 – Imre Augustič, slovenski pisatelj, pesnik, novinar in prevajalec na Madžarskem († 1879)
- 1864 – Miguel de Unamuno y Jugo, španski pisatelj, filozof baskovskega rodu († 1936)
- 1867 – Walther Rathenau, nemški industrialec, politik židovskega rodu († 1922)
- 1873 – Janez Frančišek Gnidovec, slovenski škof in Božji služabnik († 1939)
- 1881 – Ludwig von Mises, ameriški ekonomist avstrijskega rodu († 1973)
- 1901 – Enrico Fermi, italijansko-ameriški fizik, nobelovec 1938 († 1954)
- 1928 – Tone Pavček, slovenski pesnik, prevajalec in esejist († 2011)
- 1929 – Janez Menart, slovenski pesnik, prevajalec († 2004)
- 1935 – Jerry Lee Lewis, ameriški rock and roll glasbenik
- 1948 – Theo Jörgensmann, nemški skladatelj
- 1967 – Igor Podpečan, slovenski harmonikar in baritonist
- 1981 – Siarhei Rutenka, rokometaš
- 1983 – Anže Tomić, slovenski radijski voditelj in podcaster
- 1985 – Dani Pedrosa, španski motociklistični dirkač

## Smrti
- 48 pr. n. št. – Lucius Cornelius Lentulus Crus, rimski politik (* pred letom 97 pr. n. št.)
- 855 – Lotar I., frankovski cesar (* 795)
- 866 – Karel Otrok, kralj Akvitanije (* ok. 848)
- 1186 – Viljem iz Tira, nadškof Tira, jeruzalemski kancler, kronist (* 1130)
- 1268 – Ivan Burgundski, grof Charolaisa, baron Bourbona, začetnik hiše Bourbonskih (* 1231)
- 1298 – Gvido I. da Montefeltro, italijanski vojskovodja, vladar Urbina, gibelin (* 1223)
- 1304 – Neža Brandenburška, danska kraljica (* 1257)
- 1318 – Imagina Limburška, nemška kraljica (* 1255)
- 1355 – Matteo II. Visconti, sovladar Milana (* 1319)
- 1360 – Ivana I., grofica Auvergne in Boulogne, francoska kraljica (* 1326)
- 1364 – Karel I., bretonski vojvoda (* 1319)
- 1380 – Elizabeta Poljska, madžarska kraljica, poljska regentinja (* 1305)
- 1530 – Andrea del Sarto, italijanski slikar (* 1486)
- 1560 – Gustav I. Vasa, švedski kralj (* 1496)
- 1839 – Friedrich Mohs, nemški geolog, mineralog (* 1773)
- 1902 – Émile Zola, francoski pisatelj (* 1840)
- 1908 – Joaquim Maria Machado de Assis, brazilski pisatelj, pesnik (* 1839)
- 1913 – Rudolf Diesel, nemški inženir, izumitelj (* 1858)
- 1930 – Ilja Jefimovič Repin, ruski slikar, kipar (* 1844)
- 1953 – Ernst Reuter, nemški politik (* 1889)
- 1977 – Hans Habe, ameriški pisatelj madžarskega rodu (* 1911)
- 1993 – Vladimir Pavšič - Matej Bor, slovenski pesnik, pisatelj, dramatik, politični delavec (* 1913)
- 1996 – Anton Trstenjak, slovenski psiholog (* 1906)
- 2011 – Lojze Slak, slovenski harmonikar (* 1932)

## Prazniki in obredi

### Godovi
- nadangeli sveti Mihael, sveti Gabrijel, sveti Rafael.